# Істина в числах? Все згідно з Вікіпедією
«Істина в числах? Все згідно з Вікіпедією» (англ. Truth in Numbers? Everything, According to Wikipedia) — американський документальний фільм, який досліджує історію інтернет-енциклопедії Вікіпедія та культурні наслідки її появи. Фільм намагається відповісти на питання про те, чи всім людямм, чи тільки фахівцям і експертам, слід доручити редагування енциклопедії. У фільмі розповідається про історію та обстановку у Вікіпедії, наводяться коментарі засновників Вікіпедії Джиммі Вейлза і Ларрі Сенгера. Серед коментаторів фільму є такі люди, як Говард Зінн, Леонард Доуні з The Washington Post, Боб Шиффер з CBS News, колишній керівник Encyclopædia Britannica Роберт Мак-Генрі і колишній директор ЦРУ Роберт Джеймс Вулсі. Документальний фільм обговорює інциденти, які показують негативну сторону Вікіпедії, зокрема скандали щодо Essjay і Сайгенталера.
Ідея про створення документального фільму була висловлена продюсером фільму Майклом Феррісом Гібсоном, відомим своєю роботою 24 Hours on Craigslist. Гібсон зв'язався з Ніком Гіллом і профінансував його подорожі разом з Джиммі Вейлзом. Знімання почалося в серпні 2006 року на Вікіманії-2006. Гілл і Вейлз подорожували Китаєм, Індонезією, Індією, ПАР, Австралією і Європою, щоб взяти інтерв'ю в учасників Вікіпедії для документальної стрічки. Скотт Глоссерман підписав контракт на фільм і зв'язався із творцями з метою забезпечення творчої спрямованості проекту. Творці фільму переорієнтували свої зусилля на пошук відповіді на питання про те, як Вікіпедія подає істину.
Фільм був уперше показаний на Вікіманії-2010, що проходила в Гданську в липні 2010 року, а потім у Центрі ЗМІ Палі в Нью-Йорку в жовтні 2010 року. «Truth in Numbers?» був також показаний як частина Savannah Film Festival 3 листопада 2010 року. Фільм отримав позитивні відгуки критиків, зі сприятливими коментарями від Теда Леонсіса і в публікації AOL Urlesque.

## Зміст фільму
Фільм розповідає про історію інтернет-енциклопедії Вікіпедія та культурні наслідки її появи. Вікіпедія в документальному фільмі представлена як нова форма комунікації і культурного діалогу. Творці документального фільму намагалися відповісти на питання «Чи повинні ви і я ділитися людськими знаннями з усіма, чи ми повинні залишити це для експертів?».
Фільм також висвітлює біографію одного із засновників Вікіпедії — Джиммі Вейлза. Вейлз з'являється у фільмі, дискутуючи з індійським читачем, що вказує на неточність в одній зі статей Вікіпедії на гінді. Вейлз відповідає «Тоді змініть її» і показує читачеві, як натиснути на кнопку «Редагувати» у Вікіпедії. Ларрі Сенгер, співзасновник Вікіпедії, також брав участь у зйомках, він критично висловлюється про вікіпедійну рівність звичайних редакторів і експертів.